# The 7 Beer Itch
«The 7 Beer Itch» (укр. «Сверблячка сьомого пива») — п'ята серія тридцять другого сезону мультсеріалу «Сімпсони», прем'єра якої відбулась 8 листопада 2020 року у США на телеканалі «Fox».

## Сюжет
Завгосп Віллі починає розповідати про Лілі, красиву британку, яка приваблює кожного чоловіка. Через те, що вона надто спокуслива, її виганяють у США. Вона вирішує почати нове життя в непримітному містечку, у Спрінґфілді. Лілі зупиняється у таверні Мо.
Тим часом Мардж і діти нагадують Гомерові, що вони їдуть у відпустку на запрошення тітки Мардж (за умови, що Гомер ― не їде). Після проводів рідних Гомеру сумно і він Гомер йде до Мо, де Лілі якраз співає пісню про британські паби. Лілі заворожує те, що Гомер не робить нічого, щоб її спокусити.
Мардж з дітьми прибувають до будинку родичів на острові Марта-Віньярд. Барт захворює на хворобу Лайма після того, як неуважно втікає в ліс, повний кліщів. Зрештою, коли на пристані божевільний натовп туристів ледь не збиває Мардж з Меґґі, вона остаточно втомлюється від відпустки.
Тим часом, коли Лілі проводить час з працівниками АЕС, містер Бернс шпигує за нею. Він вирішує звабити жінку. Він наказує Гомеру заманити Лілі на побачення з Монті на його човні, на що Гомер погоджується. Перед побаченням з Бернсом Лілі запрошує Гомера як наглядача, і той виявляє, що закохується в неї…
Коли Бернс намагається її підкорити і зазнає невдачі, Гомер з Лілі втікають з побачення. Гомер почувається винним перед нею та втішає жінку. Коли Гомер везе Лілі додому, вони цілуються, на превеликий жаль чоловіка.
Пізніше того вечора Мардж повертається додому раніше через невдалу відпустку, чому Гомер безмежно радий. Однак, йому телефонує Лілі з проханням зайти до неї (хоча вона знає, що він кохає лише Мардж і її шанси мізерні). Гомера чарівним способом веде співочий голос Лілі, однак він повертається додому до співочого хрипкого голосу дружини.
Лілі вирішує, що у Спрінґфілді для неї нічого не залишилося, і повертається до Англії. Повернувшись, розчарована Лілі відкидає залицяння відвідувачів пабу, поки не зустрічає британського двійника Гомера…

## Виробництво
Спочатку серія мала вийти 1 листопада 2020 року, а «Treehouse of Horror XXXI» — 18 жовтня. Однак, через сьому гру Чемпіонської серії національної ліги США з бейсболу епізод «Treehouse of Horror XXXI» було пересунено на 2 тижні, а «The 7 Beer Itch» — на тиждень.
Алекс Дезерт, який озвучує Карла Карлсона, озвучив персонажа поверх всіх реплік Генка Азарії, оскільки репліки було записано 2019 року, до того, як Дезерт замінив Азарію як «голос» Карла.
Різноманітних англійців у Лондонських пабах озвучували досвідчені британські актори Робін Аткін Даунс і Браян Джордж, а двійника Гомера ― актор озвучування «Сімпсонів» Кріс Еджерлі. Після виходу серії Даунс у своєму «Twitter» написав, що він "так схвильований бути частиною цього культового шоу ["Сімпсонів"]" і, що він «досі не може в це повірити».

## Цікаві факти і культурні відсилання
- Назва серії ― відсилання до фільму 1952 року «Сверблячка сьомого року» (англ. «The Seven Year Itch»)[7].
- У таверні Мо Лілі співає пісню «Drink It Up Men» гурту «The Dubliners»[8].
- Карл згадує сцену з фільма «The Sound of Music» (укр. «Звуки музики»)[7].
- Лілі порівнює містера Бернса з лиходієм із фільмів про Джеймса Бонда[7].

## Ставлення критиків і глядачів
Під час прем'єри серію переглянули 1,74 млн осіб з рейтингом 0.7, що зробило її найпопулярнішим шоу на каналі «Fox» тієї ночі.
Тоні Сокол з «Den of Geek» дав серії три з п'яти зірок, сказавши:
|  | У минулому Гомер більше боявся спокус. Сьогодні він справді мимовільний партнер… Це перетворює Лілі на більшу хижачку, ніж їй потрібно, але робить її ще більш передбачуваною. «The 7 Beer Itch» наповнена кумедними фразами та приколами, але це не приховує того, скільки разів вони давали нам цю передумову [подружньої кризи]. |

Джессі Берета із сайту «Bubbleblabber» оцінив серію на 7/10, сказавши:
|  | Хоча сюжет наступає на пальці попередніх серій «Сімпсонів», це не найнижче місце, куди серіал впав. Немає відчуття, що в кімнаті сценаристів закінчилися ідеї, але досліджувалися різні способи підходу до старих сюжетів. Анімація несе в собі відчуття нових «Сімпсонів» епохи «Disney» з ностальгічним і освіжаючим шармом. І як би епізод не залежав від цього, але Олівія Колман справді показала незабутню та видатну гру. |

Згідно з голосуванням на сайті The NoHomers Club більшість фанатів оцінили серію на 1/5 із середньою оцінкою 1,33/5. 2023 року за результатами голосування фанати обрали серію як найгірший епізод «Сімпсонів».